# Pallasca (provincie)
Pallasca is een provincie in de regio Ancash in Peru. De provincie heeft een oppervlakte van 2.101 km² en telt 30.570 inwoners (2015). De hoofdplaats van de provincie is het district Cabana.

## Bestuurlijke indeling
De provincie is verdeeld in elf districten, UBIGEO tussen haakjes:
- (021502) Bolognesi
- (021501) Cabana, hoofdplaats van de provincie
- (021503) Conchucos
- (021504) Huacaschuque
- (021505) Huandoval
- (021506) Lacabamba
- (021507) Llapo
- (021508) Pallasca
- (021509) Pampas
- (021510) Santa Rosa
- (021511) Tauca

Aija · Antonio Raimondi · Asunción · Bolognesi · Carhuaz · Carlos Fermín · Casma · Corongo · Huaraz · Huari · Huarmey · Huaylas · Mariscal Luzuriaga · Ocros · Pallasca · Pomabamba · Recuay · Santa · Sihuas · Yungay